# Agapit Stevens

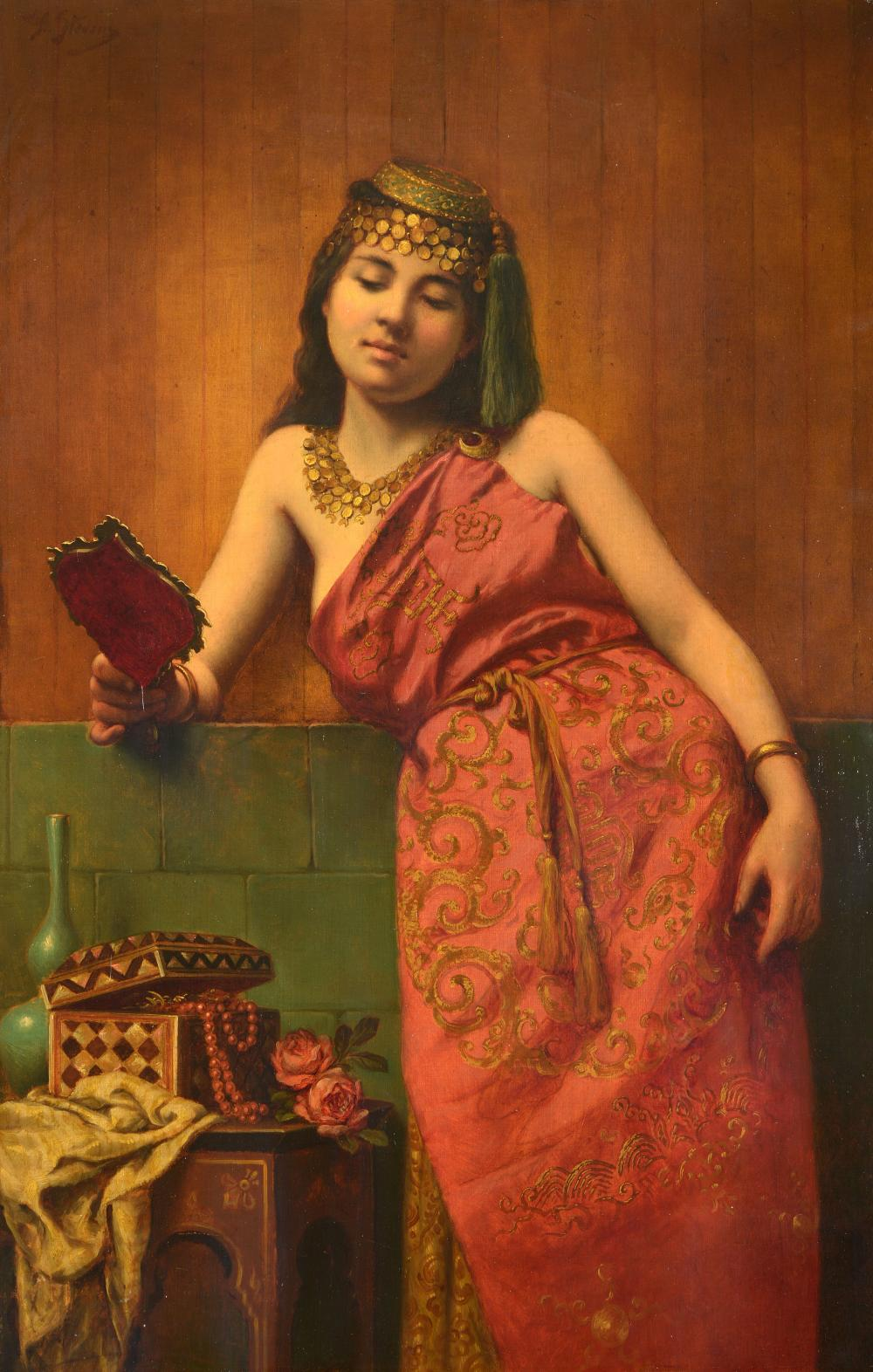
Egyptische vrouw

Agapit Stevens (Brussel, 1848 - Watermaal-Bosvoorde, 1924) was een Belgisch schilder van figuren, genretaferelen, landschappen en oriëntalistische taferelen met odalisken, danseressen en haremmuzikanten.

## Levensloop
Agapit Stevens werd op 21 oktober 1848 geboren in Brussel en werd ingeschreven onder de naam Agapit Pierre Jean Joseph Van Gotsenhoven. Omdat zijn ouders Jean Daniel Stevens en Marie Van Gotsenhoven bij zijn geboorte ongehuwd waren, werd hij ingeschreven onder de naam van zijn moeder. Zijn ouders trouwden op 24 augustus 1853 in Brussel. Bij die gelegenheid werd zijn geboorte gelegaliseerd en heette hij voortaan Stevens. Zijn vader was schilder. Zijn broer (Alphonse Jacques) René Stevens werd geboren op 25 april 1858 in Elsene en werd ook schilder.

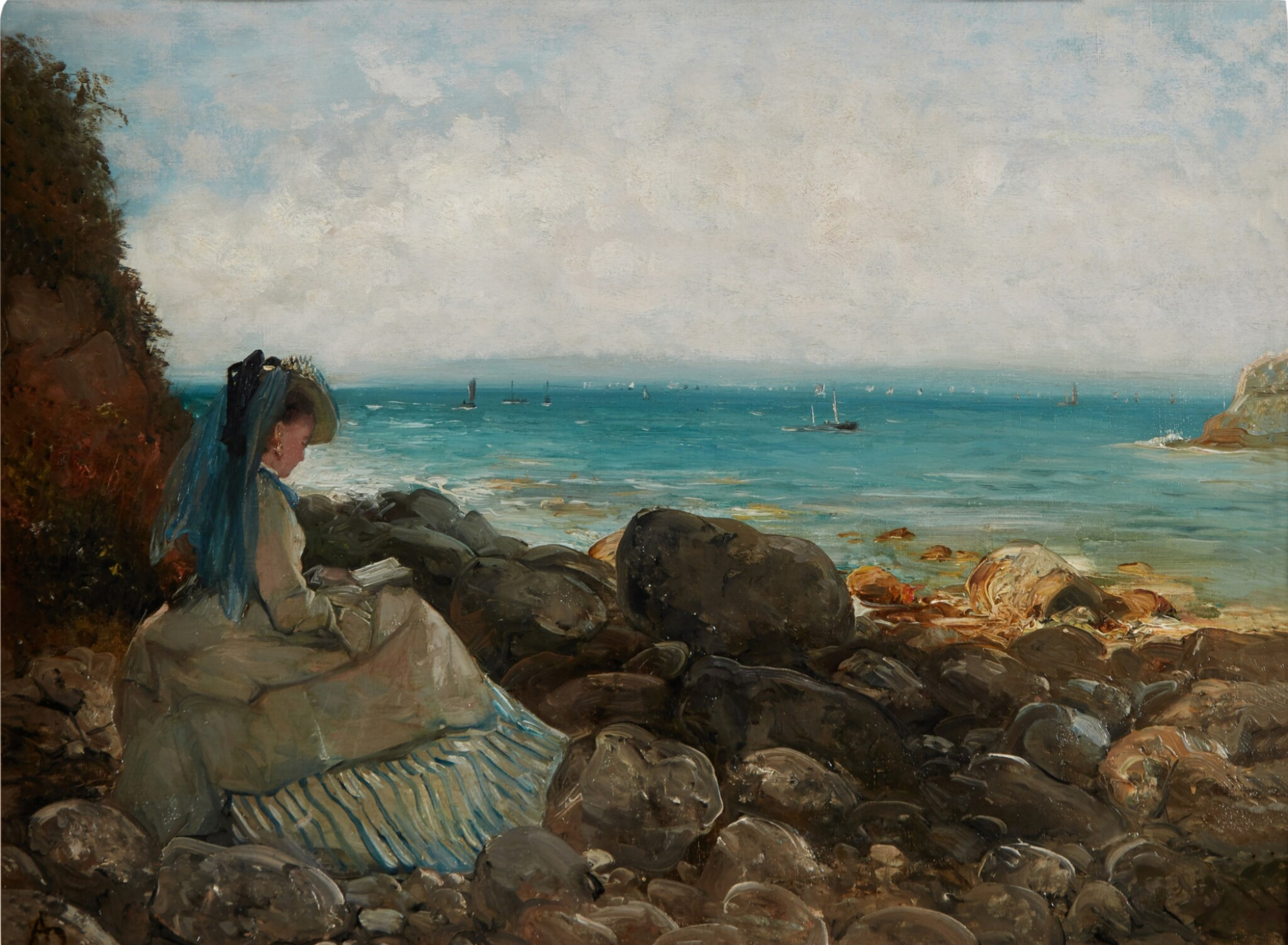
Aan zee

Op 11 maart 1875 trouwde hij in Elsene met Marie Mélanie Desmares. Het koppel kreeg minstens twee kinderen. Zijn vrouw overleed op 13 februari 1898 in Etterbeek. Hij trouwde met Joséphine Loriaux als zijn tweede vrouw op 16 december 1899 in Elsene.
Er zijn geen gegevens over zijn artistieke opleiding. Hij werd lid van de kunstenaarsvereniging L'Essor,  een kunstenaarsvereniging in Brussel opgericht op 4 maart 1876 door studenten van de Koninklijke Academie voor Schone Kunsten van Brussel. De vereniging organiseerde vele tentoonstellingen van haar leden en andere kunstenaars in Brussel en elders in België.
Hij stierf in Watermaal-Bosvoorde op 19 februari 1924.

## Werk

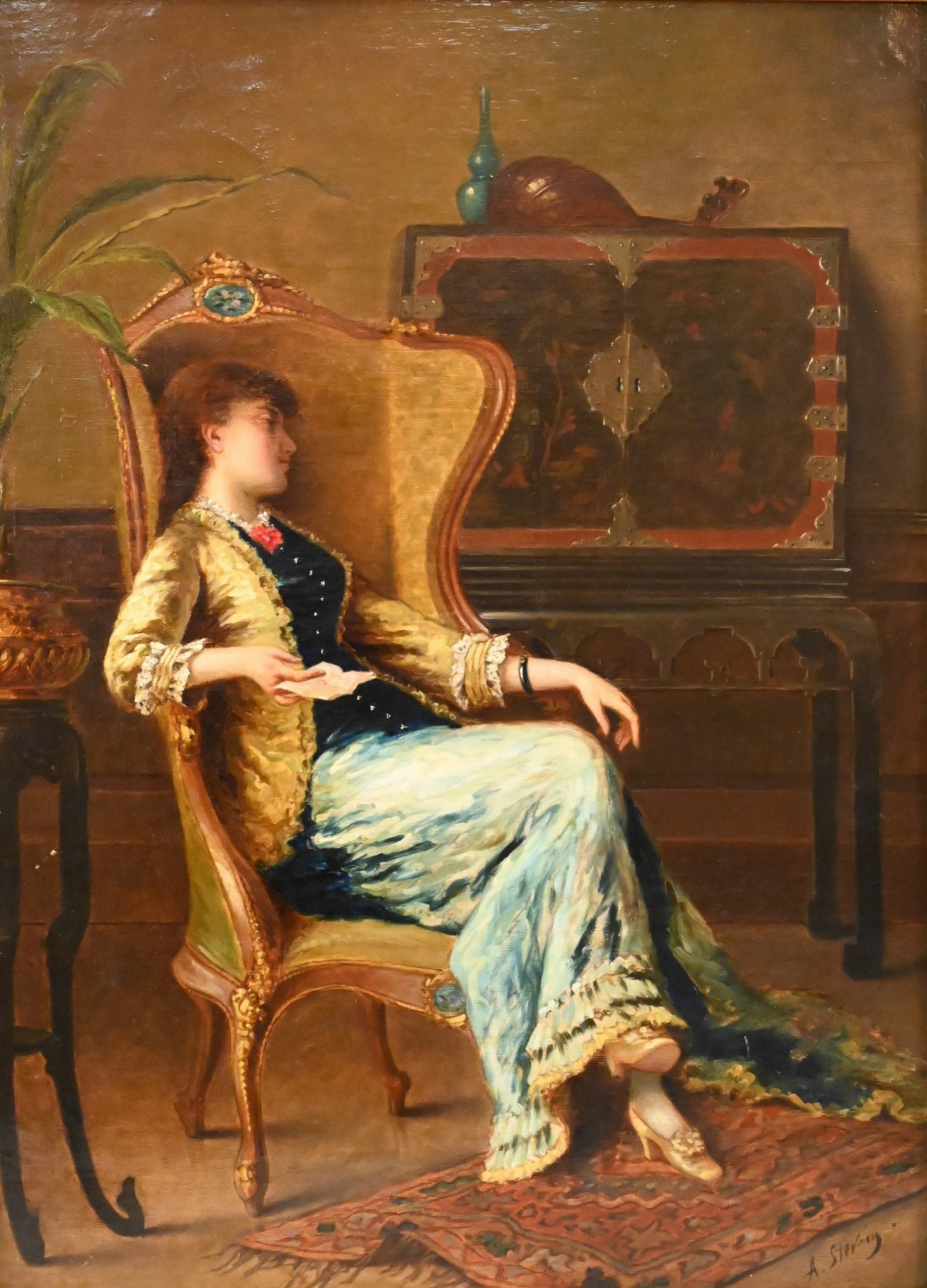
Tijd voor een dutje

Stevens schilderde in hoofdzaak genrestukken, portretten, elegante vrouwen in interieurs, landschappen en stadsgezichten en enkele stillevens. Courant zijn voorstellingen van oriëntaalse vrouwen in een exotisch, harem-achtig decor of modieuze westerse vrouwen in een luxueus interieur. Dit laatste was nu net ook het handelskenmerk van Alfred Stevens.
Hij was veel minder bekend dan zijn naamgenoot Alfred Stevens (1823-1906), de portret- en genreschilder die in hoofdzaak werkzaam was in Parijs gedurende de belle époque. Doordat Stevens zijn werken tekende met "A. Stevens" wordt hij soms verward met Alfred Stevens. De verwarring tussen de twee kunstenaars was zodanig dat de Orde van de Nederlandschen Leeuw die in 1884 door de Nederlandse koning aan Alfred Stevens werd uitgereikt, abusievelijk naar Agapit werd gestuurd.  Agapit leek niet erg bereid de onderscheiding terug te sturen zodat de Belgische regering dreigde hem te vervolgen.

## Opletten met naamgenoten
Ten tijde van Stevens waren er in Brussel nog enkele genreschilders met dezelfde familienaam actief: zijn vader Jean Daniël Stevens (1850-1920), Aimé Oscar Stevens (Schaarbeek, 1879-1951, leraar aan de Brusselse Academie); Alphonse Stevens (° 1858) en Gustave Max Stevens (1871-1946).